# Beijing Innova Cycling Team/Saison 2015
Dieser Artikel listet Erfolge und Fahrer des Radsportteams Beijing Innova Cycling Team in der Saison 2015 auf.

## Zugänge – Abgänge
| Zugänge             | Team 2014                           | Abgänge                            | Team 2015 |
| ------------------- | ----------------------------------- | ---------------------------------- | --------- |
| Murodjon Xolmurodov | Terengganu Cycling Team             | Long Jin                           | Unbekannt |
| Jakhongir Darmonov  |                                     | Dimitry Lozovoy                    | Unbekannt |
| Abdullojon Akparov  |                                     | Fu Zhong Chen                      | Unbekannt |
| Akramjon Sunnatov   |                                     | Man Yi                             | Unbekannt |
| Yang Liang          |                                     | Li Xiaogang                        | Unbekannt |
| Gao Zi Gang         |                                     | Liu Xin Jun                        | Unbekannt |
| Zhang Da Feng       |                                     | Chen Yuan Jun                      | Unbekannt |
| Deng Qiang          |                                     | Liu Ding Chang                     | Unbekannt |
| Zhou Dong           |                                     | Wu Xuanfu                          | Unbekannt |
| Li Shan             | Ningxia Sports Lottery Cycling Team | Qi Ping                            | Unbekannt |
| Wang Zhen           | Gan Su Sports Lottery Cycling Team  | Khusniddin Khakimov (bis 25. Juni) | Unbekannt |
| Khusniddin Khakimov |                                     | Vadim Shaehov (bis 14. Juli)       | Unbekannt |
|                     |                                     | Denis Shaymanov (bis 14. Juli)     | Unbekannt |

## Mannschaft
| Name                | Geburtstag         | Nationalität        |
| ------------------- | ------------------ | ------------------- |
| Nikita Abramov      | 2. Juni 1989       | Usbekistan          |
| Yusup Abrekov       | 18. September 1985 | Usbekistan          |
| Abdullojon Akparov  | 28. Dezember 1990  | Usbekistan          |
| Jakhongir Darmonov  | 13. November 1995  | Usbekistan          |
| Deng Qiang          | 20. Juni 1993      | Volksrepublik China |
| Gao Zi Gang         | 12. Oktober 1994   | Volksrepublik China |
| Gleb Gorbachev      | 5. April 1991      | Usbekistan          |
| Li Shan             | 23. Januar 1996    | Volksrepublik China |
| Akramjon Sunnatov   | 26. November 1996  | Usbekistan          |
| Wang Zhen           | 5. April 1991      | Volksrepublik China |
| Murodjon Xolmurodov | 11. Juni 1982      | Usbekistan          |
| Yang Liang          | 8. Oktober 1993    | Volksrepublik China |
| Zhang Da Feng       | 28. April 1994     | Volksrepublik China |
| Zhou Dong           | 14. Februar 1995   | Volksrepublik China |